# Щеглова, Екатерина Николаевна
Екатерина Николаевна Щеглова (род. 20 апреля 1983, Москва) — российский художник, театральный сценограф, актриса и художник-постановщик кино. Номинатка на премию «Золотая маска» 2019 года.

## Биография
Родилась 20 апреля 1983 года в Москве.
Стажировалась в Мастерской Бориса Юхананова. Не имеет специализированного высшего образования.
Работает в кино с 2006 года. Помимо работы художника-постановщика также выступает в качестве актрисы. На счету Щегловой более десятка появлений на экране, включая одну из главных ролей в хорроре Павла Руминова «Мёртвые дочери».

## Личная жизнь
Первый муж — Роман Волобуев. От этого брака есть дочь. Второй супруг — Алексей Ивановский.
Любимые художник Екатерины — Алекс Кац и Дэвид Хокни.

## Фильмография
Художник-постановщик
- 2009 — Обстоятельства
- 2009 — Два часа
- 2012 — Няньки
- 2012 — Я буду рядом
- 2015 — Завтра
- 2016 — Холодный фронт
- 2016 — Ученик
- 2017 — Осколки[5]
- 2017 — Блокбастер
- 2018 — Подбросы
- 2019 — Детективный синдром
- 2020 — Просто представь, что мы знаем
- 2023 — Белый список

Актриса
- 2006 — Записка (короткометражный)
- 2007 — Крах клуба любителей самопознания (короткометражный)
- 2007 — Облучение (короткометражный)
- 2007 — Мёртвые дочери — Анна
- 2008 — Визит мушкетёра — Катя Маргулова
- 2009 — Два часа (короткометражный)
- 2009 — Стокгольмский синдром  — посетительница кафе
- 2012 — Я буду рядом  — официантка  Люба
- 2013 — Интимные места  — Ева
- 2013 — Расфокусин — Лиза (короткометражный)
- 2015 — Захват  — Жанна Милютина
- 2021 — Вертинский  — Раля Полонская
- 2021 — Инсомния  — Катя
- 2021 — Скрытый космос  — Кира